# Bad Sankt Leonhard im Lavanttal
Bad Sankt Leohard im Lavanttal osztrák város Karintia Wolfsbergi járásában. 2016 januárjában 4412 lakosa volt.

## Elhelyezkedése

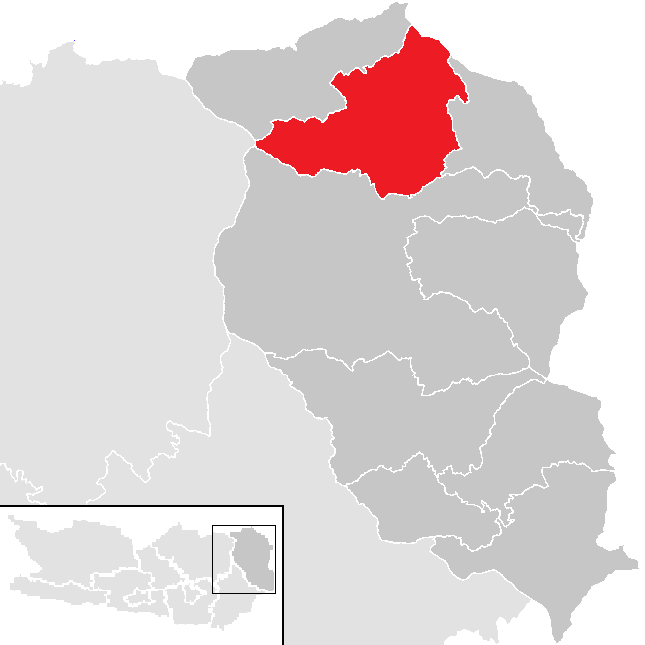
Bad St. Leonhard a Wolfsbergi járásban

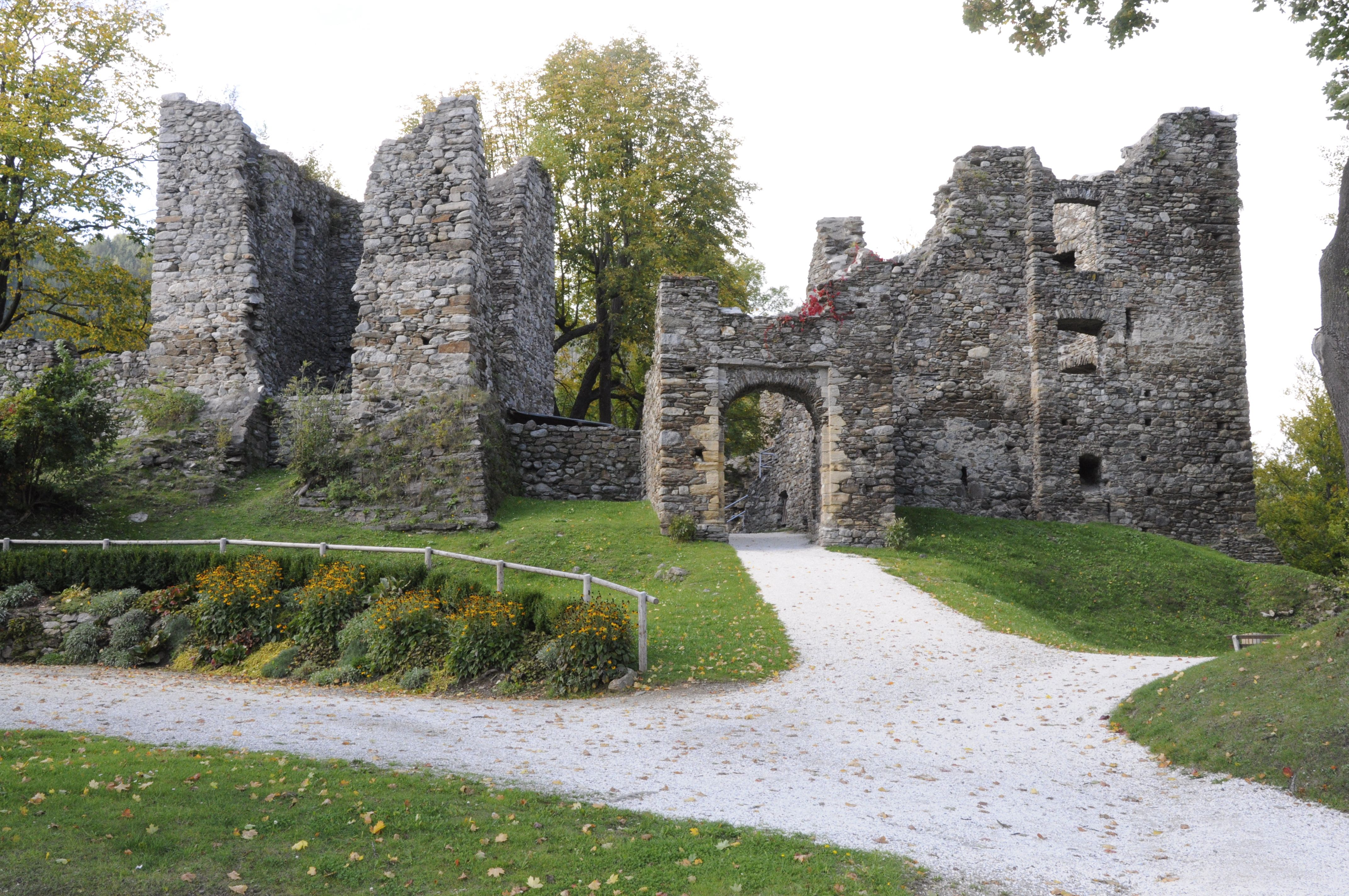
Gomarn várának romjai

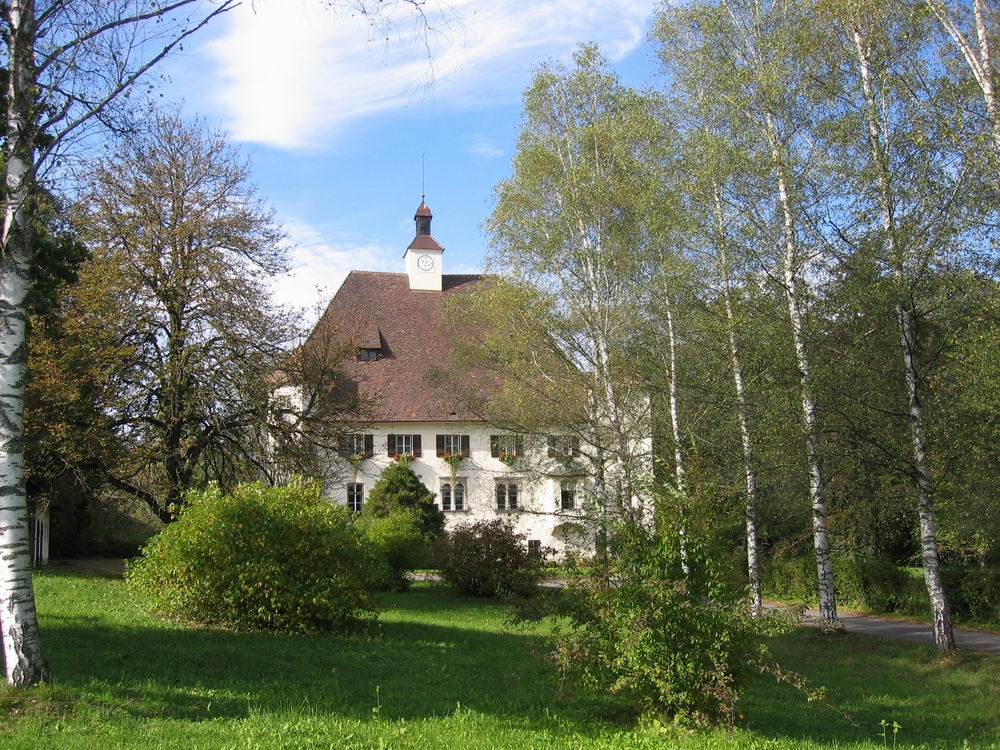
A wiesanaui kastély

Bad St. Leonhard Karintia keleti részén, a Lavant-völgy felső szakaszán helyezkedik el. Területén 17 kisebb nagyobb falu és településrész található: Bad Sankt Leonhard im Lavanttal (1 917 lakos), Erzberg (46), Görlitzen (125), Gräbern (63), Kalchberg (113), Kliening (639), Lichtengraben (34), Mauterndorf (77), Prebl (79), Raning (58), Schönberg (182), Schiefling (254), Steinbruch (27), Twimberg (311), Wartkogel (45), Wiesenau (93), Wisperndorf (329).
A környező települések: északra Reichenfels, keletre Hirschegg-Pack, délkeletre Preitenegg, délre Wolfsberg, nyugatra Hüttenberg.

## Története
A város területe legalább kétezer éve lakott, a Lavant folyó völgye mentén római út húzódott. A kora középkorban a terület a bambergi püspök birtokában volt. A Szt. Leonhard-templomot Bambergi Szent Ottó püspök (1106-39) szentelte fel. A Gomarn várának védelmébe húzódó települést először 1287-ben említik és gyorsan mezővárossá fejlődött. 1311-ben már városjoggal is rendelkezett.
A város a 15-16. században virágzott a leginkább, ami a környező hegyek ezüst- és aranybányáinak volt köszönhető. A bányák üzemeltetője a Fugger-család volt. A 16. században Paracelsus, a híres orvos és alkimista meglátogatta a karintiai bányavidéket és ekkor megvizsgálta a város területén fakadó "preblaui savanyúvíz" (Preblauer Sauerwasser) gyógyhatásait. A vizet már a középkorban felszolgálták a bambergi püspök asztalára.
1759-ben St. Leonhardot - a püspökség többi karintiai birtokával együtt - eladták a Habsburgoknak.
A nemesfémtelérek kimerülése után a vasércbányászat játszott fontos szerepet a város gazdaságában, de 1876-ban ezzel is felhagytak. A 20. század elején a kénes források és a savanyúvíz miatt a turizmus vált a gazdasági élet húzóágazatává. 1935-ben nevét Bad Sankt Leonhardra változtatták.
1964-ben felszámolták és Bad St. Leonhardhoz csatolták az északkeletre fekvő Erzberg-Görlitzen önkormányzatot (ma Erzberg, Görlitzen és Theißing katasztrális községek). 1973-ban a déli Gräbern-Prebl községet szüntették meg: északi része Bad St. Leonhardhoz, a déli Wolfsberghez került.

## Lakosság
A Bad St. Lenhard-i önkormányzat területén 2016 januárjában 4412 fő élt. A város 1971-ben volt a legnépesebb 5214 lakossal, azóta népessége folyamatosan csökken. A 2001-es népszámlálás idején a helybeliek 97,3%-a volt osztrák állampolgár. 96,4%-uk katolikusnak, 0,7% evangélikusnak, 1,6% pedig felekezeten kívülinek vallotta magát.

## Látnivalók

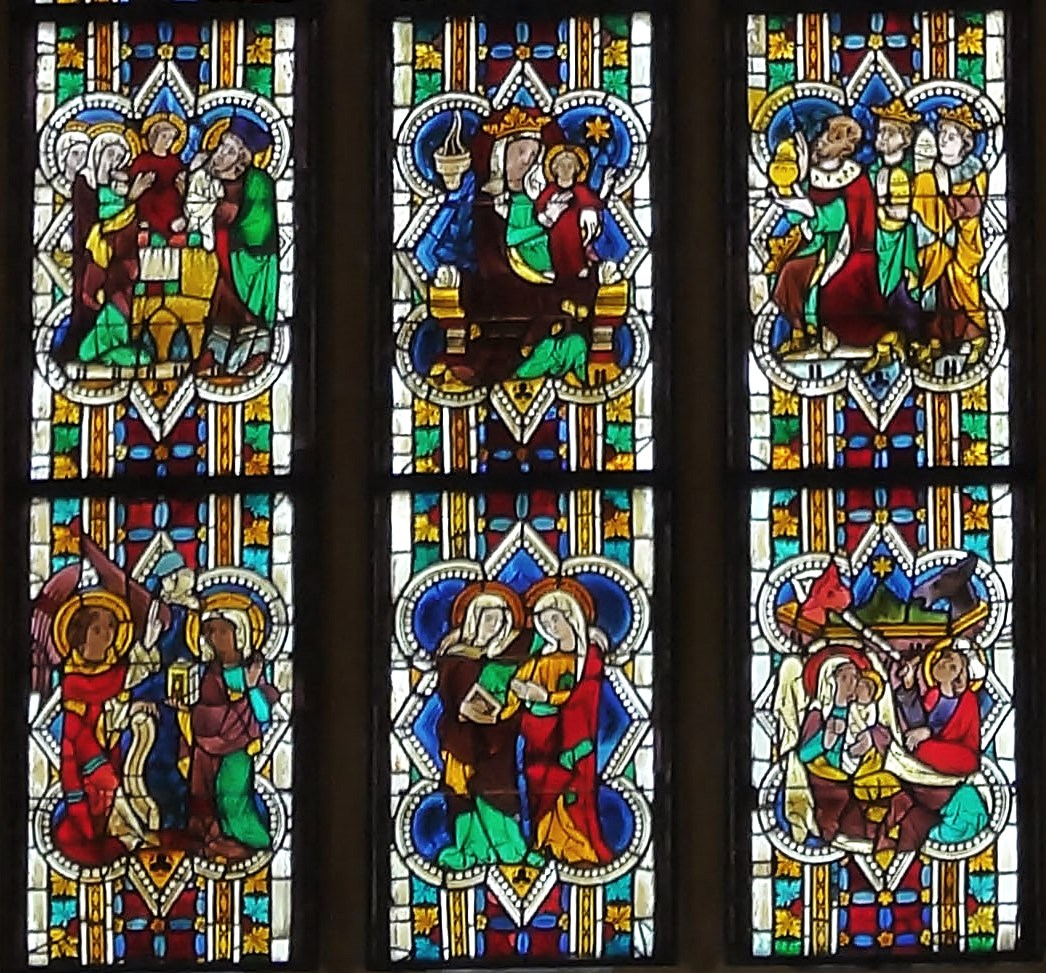
A Szt Leonhard-templom üvegablakai

- a Szt. Leonhard katolikus plébániatemplom a 14. század első felében épült. Festett üvegablakai 139 egyedi ablakból tevődnek össze és Karintia legnagyobb ilyen jellegű gótikus műalkotásai; emellett híres gótikus főoltára és 1330 körüli Mária-szobra.
- Szt. Kunigunda-templom
- Ehrenfels vára
- Gomarn várának romjai
- Lichtengrabeni kastély
- Painburg várának romjai
- Wiesanaui kastély
- Twimberg várának romjai

## Fordítás
- Ez a szócikk részben vagy egészben  a   Bad St. Leonhard im Lavanttal című német Wikipédia-szócikk ezen változatának fordításán alapul.  Az eredeti cikk szerkesztőit annak laptörténete sorolja fel. Ez a jelzés csupán a megfogalmazás eredetét és a szerzői jogokat jelzi, nem szolgál a cikkben szereplő információk forrásmegjelöléseként.